# Paul Gutiérrez Ticona
Paul Silvio Gutiérrez Ticona (Abancay, Perú, 28 de junio de 1978) es un profesor, maestro y político peruano. Es congresista de la república por el departamento de Apurímac para el periodo parlamentario 2021-2026.

## Biografía
Nació en la ciudad de Abancay el 28 de junio de 1978.
Es profesor especializado en Educación Primaria en el Instituto Superior Pedagógico La Salle de Abancay y cuenta con el grado de maestro en Gestión Pública por la Universidad César Vallejo.

## Carrera política
Fue miembro del partido Perú Posible desde marzo de 2011 hasta su disolución en julio de 2017.

### Congresista
En las elecciones parlamentarias de 2021, postuló al Congreso de la República por la circunscripción electoral del departamento de Apurímac por el partido Perú Libre. Gutiérrez resultó elegido como congresista para el periodo parlamentario 2021-2026. Entre sus propuestas está extender a la Superintendencia Nacional de Educación Superior Universitaria, afectada por la contrarreforma, a otros institutos bajo un nuevo nombre.
Renunció a Perú Libre en 2022 tras discrepancias en la elección de magistrados al Tribunal Constitucional y formó junto con varios congresistas la bancada Bloque Magisterial.
El 25 de junio de 2023, Gutiérrez fue anunciado como candidato a la segunda vicepresidencia de la Mesa Directiva del Congreso en la lista encabezada por Luis Aragón, de Acción Popular. Sin embargo, la candidatura no obtuvo éxito tras el triunfo de Alejandro Soto, de Alianza para el Progreso.